# エイミー・キーズ
エイミー・キーズ（Amy Keys、1967年9月15日 - ）は、アメリカの歌手およびボーカル・アーティスト。彼女はエピック・レコード・レーベルと契約し、ソロ・アルバムといくつかのシングルが1989年にリリースされた。ウォルト・ディズニー映画のサウンドトラックに取り組んだり、スタジオ・レコーディングやライブ・パフォーマンスにおけるバック・ボーカリストとして、とりわけリンゴ・スター、フィル・コリンズ、TOTO、ジョニー・アリディと共演している。

## ディスコグラフィ

### アルバム
- 『ラヴァーズ・イントゥイション』 - Lover's Intuition (1989年、Epic)

### シングル
- "Has It Come To This" (1989年)
- "I Know What's Good For You" (1989年)
- "Lover's Intuition" (1989年)